# Убийство на краю света
«Убийство на краю света» (англ. A Murder at the End of the World) — американский детективный сериал, созданный Брит Марлинг и Залом Батманглиджем с Эммой Коррин и Клайвом Оуэном в главных ролях. Первый сезон, включающий семь эпизодов, вышел на Hulu 14 ноября 2023.

## Сюжет
Детектив-любительница Дарби Харт в своей книге-триллере «Серебряная лань» рассказывает о расследованиях нераскрытых убийств женщин в США, которые она проводила вместе со своим бывшим партнёром Биллом. Чтение её книги в одном из книжных магазинчиков вызывает интерес миллиардера Энди Ронсона, технического магната, который приглашает её на совместный ретрит на севере Исландии.
В уединённый особняк миллиардера-затворника приезжают ещё восемь других участников, и одного из них — бывшего партнёра Дарби Билла — уже в первый вечер находят мёртвым. Все улики указывают на самоубийство, но вскоре появляется ещё один труп. Так, как маленький отель из-за плохих погодных условий отрезан от цивилизации, Дарби начинает своё собственное расследование, чтобы предотвратить следующее убийство. Хозяева Ли и Энди оказывают ей при этом любое содействие. Подозрение падает на каждого из гостей.

## В ролях
- Эмма Коррин — Дарби Харт
- Брит Марлинг — Ли Андерсен
- Клайв Оуэн — Энди Ронсон
- Харрис Дикинсон — Билл
- Алисе Брага — Сиан
- Джермейн Фаулер — Мартин
- Джоан Чен — Лу Мэй
- Рауль Эспарса — Дэвид Альварес

## Производство
13 августа 2021 года стало известно, что FX заказал сериал, шоураннерами и сценаристами которого выступили Брит Марлинг и Зал Батманглиджи, которые также работали вместе над сериалом для Netflix «ОА» (2016—2019). Одновременно с анонсом сериала, Марлинг также получила одну из главных ролей.
11 октября 2021 года Эмма Коррин получила роль Дарби Харт. 11 февраля 2022 года Клайв Оуэн, Харрис Дикинсон, Алисе Брага, Джермейн Фаулер, Джоан Чен, Рауль Эспарза, Эдоардо Баллерини, Пега Феридони, Райан Дж. Хаддад и Джавед Хан вошли в актёрский состав сериала.
Съёмки сериала начались 7 февраля 2022 года и прошли в Нью-Джерси и Новой Зеландии. В апреле 2022 года в течение трёх дней съёмки проходили на ферме буйволов Ридингтон Ривер в Нью-Джерси. Съёмки завершились в конце декабря 2022 года.

## Восприятие
На сайте Rotten Tomatoes фильм имеет рейтинг 89 % основанный на 53 отзывах, со средней оценкой 6.9/10. На Metacritic средневзвешенная оценка составляет 74 из 100 на основе 30 рецензий.
По данным сервиса ReelGood, который отслеживает информацию о 5 миллионах пользователей в США, пользующихся подпиской на сервисы потокового видео по запросу, «Убийство на краю света» стало самым просматриваемым контентом на неделе 23 ноября. Между тем, по данным JustWatch, сериал стал вторым по количеству просмотров телешоу в США на неделях 19 и 26 ноября.